# Полицейская академия (франшиза)
Полицейская академия (англ. Police Academy) (1984 — наст. время) — это серия американских комедийных фильмов, первые шесть из которых были сняты в 1980-х годах, а седьмой — в 1994 году. Серия началась с фильма Полицейская академия (1984), которая началась с предпосылки, что новый мэр объявил политику, требующую отдел полиции принять всех желающих новобранцев. В фильме рассказывается о группе новобранцев-неудачников, пытающихся доказать, что они способны быть полицейскими, и добиться успеха как вопреки, так и благодаря своей эксцентричности. Главный герой первых четырёх фильмов Кэри Махони (Стив Гуттенберг) был рецидивистом, которого в качестве наказания заставили поступить в полицейскую академию. Седьмая и на сегодняшний день последняя часть «Миссия в Москве» была выпущена в 1994 году. В сентябре 2018 года Гуттенберг объявил, что в разработке находится новый фильм «Полицейская академия».
В целом, все фильмы и телешоу основывались на простом фарсовом юморе, обычно основанном на простых характеристиках и физической комедии. Как и во многих подобных фильмах, темой была группа неудачников, пытающихся проявить себя, в то время как различные авторитетные лица пытались их подавить. Сиквелы не были хорошо встречены критиками, хотя и имели большой коммерческий успех. Первый фильм собрал в мировом прокате 149,8 миллиона долларов, а прибыль составила 35 миллионов долларов. В общей сложности сиквелы собрали 387 миллионов долларов. Были проведены параллели между Полицейской академией и британским сериалом «Так держать…» из-за их общей зависимости от в основном постоянного актёрского состава в различных фильмах, частого использования в этих двух сериалах низкопробного юмора, сексуальных намёков и физической комедии. Джордж Гейнс, Майкл Уинслоу и Дэвид Граф были единственными актёрами, появившимися во всех семи фильмах сериала.

## Фильмы
| Фильм                                                 | Дата выхода     | Режиссёр      | Сценарист                           | Продюсер      | Продюсер |
| ----------------------------------------------------- | --------------- | ------------- | ----------------------------------- | ------------- | -------- |
| Полицейская академия                                  | Март 23, 1984   | Хью Уилсон    | Нил Исраэль, Пэт Профт и Хью Уилсон | Пол Маслански |          |
| Полицейская академия 2: Их первое задание             | Март 29, 1985   | Джерри Пэрис  | Барри В. Блауштайн и Дэвид Шеффилд  | Пол Маслански |          |
| Полицейская академия 3: Переподготовка                | Март 21, 1986   | Джерри Пэрис  | Джин Кинтано                        | Пол Маслански |          |
| Полицейская академия 4: Граждане в дозоре             | Апрель 3, 1987  | Джим Дрэйк    | Джин Кинтано                        | Пол Маслански |          |
| Полицейская академия 5: Место назначения — Майами-Бич | Март 18, 1988   | Алан Майэрсон | Стивен Кервик                       | Пол Маслански |          |
| Полицейская академия 6: Город в осаде                 | Март 10, 1989   | Питер Бонерз  | Стивен Кервик                       | Пол Маслански |          |
| Полицейская академия 7: Миссия в Москве               | Август 26, 1994 | Алан Мэттер   | Рэндольф Дэвис и Мишель С. Чодос    | Пол Маслански |          |
| Полицейская академия 8                                | Неизвестно      |               |                                     |               |          |

### Полицейская академия (1984)
Полицейская академия была выпущена в 1984 году под руководством Хью Уилсона. В фильме недавно избранная женщина-мэр объявляет о политике, требующей, чтобы полицейское управление принимало всех желающих новобранцев. Фильм рассказывает о группе новобранцев-неудачников, пытающихся доказать, что они способны быть полицейскими, и их приключениях в полицейской академии.

### Полицейская академия 2: Их первое задание (1985)
В «Полицейской академии 2: Их первое задание» 1985 года только что окончивших курсантов отправляют в один из худших участков города для улучшения условий. Лейтенант Маузер подрывает их попытки, чтобы он мог уволить капитана Лассарда и занять руководящую должность.

### Полицейская академия 3: Переподготовка (1986)
«Полицейская академия 3: Переподготовка» была выпущена в 1986 году, и, как и её предшественник, режиссёром был Джерри Пэрис. Когда губернатор штата объявляет о сокращении бюджета, чтобы избавиться от худшей из двух полицейских академий, столичная полицейская академия во главе с комендантом Лассардом работает над тем, чтобы она не принадлежала им. Этому мешает их необычная банда новых курсантов.

### Полицейская академия 4: Граждане в дозоре (1987)
В четвёртой части «Полицейская академия 4: Граждане в дозоре», выпущенной в 1987 году, участвуют новые рекруты, когда офицеры работают с недавно сформированной группой «Граждане в патруле». Тем не менее, Харрис и Проктор несут ответственность и планируют демонтировать программу. «Граждане в патруле» стал последним фильмом с Гуттенбергом в главной роли.

### Полицейская академия 5: Место назначения — Майами-Бич (1988)
Полицейская академия 5: Место назначения — Майами-Бич, выпущенная в 1988 году, была снята Аланом Майерсоном. Сюжет включает в себя офицеров, присутствующих на съезде полиции во Флориде, посвящённом коменданту Эрику Лассарду как полицейскому десятилетия, на котором он непреднамеренно меняет свою спортивную сумку на сумку группы похитителей драгоценностей. Воры пытаются вернуть его.

### Полицейская академия 6: Город в осаде (1989)
Шестая часть «Полицейская академия 6: Город в осаде» режиссёра Питера Бонерца была выпущена в 1989 году. Когда город страдает от ряда опасных преступлений, совершённых бандой воров драгоценностей, выпускники столичной полицейской академии вынуждены что-то делать. об этом.

### Полицейская академия 7: Миссия в Москве (1994)
Полицейская академия: Миссия в Москву, выпущенная в 1994 году под руководством Алана Меттера, включала в себя офицеров, отправляющихся в Россию, чтобы помочь поймать международного преступника.

### Будущее
Восьмая часть или перезагрузка находится в аду разработки с 2003 года.
По состоянию на сентябрь 2003 года были запущены планы по выпуску восьмого фильма «Полицейская академия» в 2007 года после более чем 13-летнего отсутствия. Создатель сериала Пол Маслански говорит: «Я почувствовал, что пришло время начать все заново. Я видел, что Starsky & Hutch и ряд других возрождённых фильмов очень хорошо работают. У Полицейской академии такая замечательная история, поэтому я подумал: „Почему бы и нет?“» Большинство основных актёров должны были вернуться, за исключением Дэвида Графа (сержант Юджин Тэклберри), который к тому моменту уже умер. Хью Уилсон должен был стать режиссером.
Лесли Истербрук (капитан Дебби Каллахан) и Мэрион Рэмси (сержант Лаверн Хукс) говорили, что съемки следующего фильма «Полицейская академия» должны были начаться летом 2006 года, а релиз — в 2007 году. Фильм был отложен в октябре 2006 года. Истербрук упомянула, что все еще есть надежда на продолжение прямо на DVD. Она добавила, что, хотя Warner Bros. хотели сделать это, они хотели, чтобы продюсер получил независимое финансирование.
В мае 2008 года Майкл Уинслоу ответил на вопрос о возможном новом фильме «Полицейская академия»: «Возможно все. Вы должны надеяться, что Пол Маслански и те люди там соберут его воедино. Это зависит от них, снова всех увидеть».
В радиоинтервью 26 ноября 2008 года с Колином Патерсоном для шоу Саймона Мэйо на BBC Five Live Стив Гуттенберг (сержант Кэри Махони) подтвердил, что 8 все еще находится в разработке и что он работает над сценарием с Warner Bros. Гуттенберг должен стать режиссером фильма, и заявил, что все актеры из предыдущих частей (за исключением умерших Дэвида Графа, Билли Берд и Таба Такера) вернутся, чтобы повторить свои роли.
После семи фильмов за свой первоначальный 10-летний период New Line планирует возродить сериал «Полицейская академия», который собрал 537 миллионов долларов по всему миру и породил пару спин-оффов на телевидении. Постановкой фарсовой комедии займется оригинальный продюсер Пол Маслански. «Это будет очень полезно для людей, которые помнят это, и для тех, кто видел это по телевизору», — сказал Маслански в интервью Hollywood Reporter. «Это будет новый класс. Мы надеемся открыть новые таланты и приправить их великими комиками. Это будет что угодно, только не еще один фильм с цифрой рядом с ним. И мы, скорее всего, сохраним замечательную музыкальную тему».
В интервью MTV Movies Blogs 17 марта 2010 года Пол Маслански заявил, что планирует вернуть часть оригинального состава для обучения новобранцев. Когда его спросили, каких персонажей он вернет, Маслански сказал: «Я еще не решил, каких. И я не хочу упоминать имена, и другие будут разочарованы на данный момент. Все, что я знаю, это то, что я хочу вернуть некоторые из более старых персонажей к нему, и, возможно, у них будут главные роли, некоторые из них, а некоторые из них могут быть просто вы знаете».
Появившись в качестве гостя в выпуске This Morning от 12 июля 2010 года, Майкл Уинслоу (сержант Ларвелл Джонс) подтвердил, что Полицейская академия 8 все еще находится в производстве. В августе 2010 года Стив Гуттенберг сообщил, что сценарий пишут Дэвид Даймонд и Дэвид Вайсман.
9 августа 2010 года актер Бобкэт Голдтуэйт (офицер Зед) опубликовал заявление, в котором призвал Голливуд перезагрузить сериал «Полицейская академия» с новой группой актеров вместо первоначальных актеров. Голдтуэйт подтвердил, что Стив Гуттенберг вернется и что боссы кино пытались заставить Ким Кэтролл и Шэрон Стоун вернуться для съемок восьмого фильма, хотя Голдтуэйт сказал, что у него нет желания возвращаться в сериал.
9 января 2012 года New Line Cinema подтвердила, что Скотт Забельски станет режиссером предстоящего фильма. Во время радиоинтервью 21 марта 2012 года Майкл Уинслоу заявил, что производство восьмого фильма должно было начаться в ноябре и что Шакилу О’Нилу было сделано предложение заменить покойного Буббу Смита в роли Хайтауэра. 5 июня 2012 года New Line Cinema наняла Джереми Гарелика, чтобы он помог переписать вышеупомянутый сценарий.
3 сентября 2018 года Стив Гуттенберг объявил, что новый фильм «Полицейская академия» находится в разработке, когда он ответил фанату в Твиттере, сказав: «Следующая Полицейская академия грядет, подробностей пока нет, но она находится в готовящемся подарочном пакете!»

## Телевидение
| Сериал                       | Сезон | Эпизод | Дата выхода       | Окончание сериала | Шоураннер     | Сеть                       |
| ---------------------------- | ----- | ------ | ----------------- | ----------------- | ------------- | -------------------------- |
| Полицейская академия         | 2     | 65     | Сентябрь 11, 1988 | Январь 28, 1989   | Пол Маслански | Распространение синдикации |
| Полицейская академия: Сериал | 1     | 26     | Сентябрь 12, 1997 | Май 25, 1998      | Пол Маслански | Распространение синдикации |

### Полицейская академия (1988—1989)
Анимационная комедия под названием «Полицейская академия», также известная как «Полицейская академия: Мультсериал», была произведена компаниями Ruby-Spears Productions и Warner Bros. Television. Он шел с сентября 1988 года по сентябрь 1989 года и длился два сезона, в которых было снято 65 серий.

### Полицейская академия: Сериал (1997—1998)
Полицейская академия: Сериал представлял собой игровое шоу 1997 года, основанное на фильмах, состоящее из 26 часовых серий. Его продюсировали Warner Bros. Television and Protocol Entertainment. Майкл Уинслоу повторил свою роль из фильмов, единственный актер из фильмов, у которого была повторяющаяся роль в сериале, хотя несколько других время от времени появлялись в качестве гостей.

## Комиксы
Серия комиксов Полицейской академии из шести выпусков была выпущена как побочный продукт мультсериала, начавшегося в августе 1989 года. Сериал был опубликован Marvel Comics под подписью «Star Comics Presents».
Сериал был написан Анджело Де Чезаре, а также Говардом Постом и подписан Жаклин Ретчер.

## Персонажи
- Юджин Теклбери

## Приём

### Кассовые сборы
| Фильм                                                 | Дата выхода     | Сборы в США  | Мировые сборы | Бюджет      | Источники |
| ----------------------------------------------------- | --------------- | ------------ | ------------- | ----------- | --------- |
| Полицейская академия                                  | Март 23, 1984   | $81,198,894  | $149,840,000  | $4,500,000  | [ 18 ]    |
| Полицейская академия 2: Их первое задание             | Март 29, 1985   | $55,600,000  | $114,993,000  | $7,500,000  | [ 19 ]    |
| Полицейская академия 3: Переподготовка                | Март 21, 1986   | $43,579,163  | $107,639,000  | $12,239,000 | [ 20 ]    |
| Полицейская академия 4: Граждане в дозоре             | Апрель 3, 1987  | $28,061,343  | $76,819,000   | $17,325,000 | [ 21 ]    |
| Полицейская академия 5: Место назначения — Майами-Бич | Март 18, 1988   | $19,510,371  | $54,499,000   | $13,858,000 | [ 22 ]    |
| Полицейская академия 6: Город в осаде                 | Март 10, 1989   | $11,567,217  | $33,190,000   | $14,515,000 | [ 23 ]    |
| Полицейская академия 7: Миссия в Москве               | Август 26, 1994 | $126,247     | Неизвестно    | $10,000,000 | [ 24 ]    |
| Итого                                                 | Итого           | $239,643,235 | $537,100,000  | $79,937,000 |           |

### Критический приём
Фильмы серии получили в целом негативные отзывы, за исключением первого и третьего фильма, отзывы которых были положительные и неоднозначные.
| Фильм                                                 | Rotten Tomatoes    | Metacritic       | CinemaScore |
| ----------------------------------------------------- | ------------------ | ---------------- | ----------- |
| Полицейская академия                                  | 55 % (29 рецензий) | 41 (6 рецензий)  | —           |
| Полицейская академия 2: Их первое задание             | 31 % (16 рецензий) | 39 (8 рецензий)  | —           |
| Полицейская академия 3: Переподготовка                | 40 % (10 рецензий) | 33 (8 рецензий)  | B+          |
| Полицейская академия 4: Граждане в дозоре             | 0 % (20 рецензий)  | 26 (8 рецензий)  | B-          |
| Полицейская академия 5: Место назначения — Майами-Бич | 0 % (8 рецензий)   | 18 (10 рецензий) | B           |
| Полицейская академия 6: Город в осаде                 | 0 % (8 рецензий)   | 16 (8 рецензий)  | B-          |
| Полицейская академия 7: Миссия в Москве               | 0 % (7 рецензий)   | 11 (4 рецензии)  | —           |

## Саундтрек
- Police Academy: Original Motion Picture Soundtrack
- Police Academy 2: Their First Assignment (Original Motion Picture Soundtrack)
- Police Academy 3: Back in Training (Original Motion Picture Soundtrack)
- Police Academy 4: Citizens on Patrol (Original Motion Picture Soundtrack)
- Police Academy 5: Assignment Miami Beach (Original Motion Picture Soundtrack)
- Police Academy 6: City Under Siege (Original Motion Picture Soundtrack)
- Police Academy: Mission to Moscow (Original Motion Picture Soundtrack)